# Aéroport de Wanzhou-Wuqiao
L'aéroport de Wanzhou-Wuqiao est un aéroport situé dans la municipalité autonome de Chongqing, dans le district de Wanzhou, en Chine.